# Neral
Neral è una suddivisione dell'India, classificata come census town, di 14.739 abitanti, situata nel distretto di Raigad, nello stato federato del Maharashtra. In base al numero di abitanti la città rientra nella classe IV (da 10.000 a 19.999 persone).

## Geografia fisica
La città è situata a 19° 1' 60 N e 73° 19' 0 E e ha un'altitudine di 39 m s.l.m..

## Società

### Evoluzione demografica
Al censimento del 2001 la popolazione di Neral assommava a 14.739 persone, delle quali 7.551 maschi e 7.188 femmine. I bambini di età inferiore o uguale ai sei anni assommavano a 1.957, dei quali 1.002 maschi e 955 femmine. Infine, coloro che erano in grado di saper almeno leggere e scrivere erano 10.340, dei quali 5.773 maschi e 4.567 femmine.